# Miara zewnętrzna
Miara zewnętrzna – monotoniczna i przeliczalnie podaddytywna funkcja zbiorów określona na rodzinie wszystkich podzbiorów danego zbioru. Prace nad nimi zapoczątkował grecki matematyk Constantin Carathéodory; z tego powodu funkcje tego rodzaju nazywa się też niekiedy miarami Carathéodory’ego.
Miary zewnętrzne znalazły wiele zastosowań w teoriomiarowej teorii mnogości: wykorzystuje się przede wszystkim do konstrukcji miar, w tym miary Lebesgue’a, za pomocą twierdzenia Carathéodory’ego o rozszerzeniu miary; ponadto były one kluczowe do zdefiniowania przez Feliksa Hausdorffa wymiaropodobnego niezmiennika metrycznego nazywanego dziś wymiarem Hausdorffa.

## Definicja formalna
Niech {\displaystyle {\mathcal {P}}(X)} oznacza zbiór potęgowy pewnego zbioru {\displaystyle X.} Funkcję {\displaystyle \theta \colon {\mathcal {P}}(X)\to [0,\infty ]} nazywa się miarą zewnętrzną (w zbiorze {\displaystyle X}), gdy spełnia następujące warunki:
- {\displaystyle \theta (\varnothing )=0,}
- jeżeli {\displaystyle A\subseteq B,} to {\displaystyle \theta (A)\leqslant \theta (B)} dla dowolnych {\displaystyle A,B\subseteq X,}
- {\displaystyle \theta {\Big (}\bigcup _{n=1}^{\infty }~A_{n}{\Big )}\leqslant \sum _{n=1}^{\infty }~\theta (A_{n})} dla dowolnych {\displaystyle A_{1},A_{2},\dots \subseteq X.}

## Twierdzenie Carathéodory’ego
Niech {\displaystyle \theta } będzie miarą zewnętrzną w zbiorze {\displaystyle X.} Mówi się, że zbiór {\displaystyle E\subseteq X} spełnia warunek Carathéodory’ego względem {\displaystyle \theta ,} jeśli dla każdego {\displaystyle A\subseteq X} spełniona jest równość
{\displaystyle \theta (A)=\theta (A\cap E)+\theta (A\cap E^{\operatorname {c} }),}
która (z monotoniczności funkcji {\displaystyle \theta }) jest równoważna równości
{\displaystyle \theta (A)\geqslant \theta (A\cap E)+\theta (A\cap E^{\operatorname {c} }).}
Równoważnie można to wyrazić następująco: zbiór {\displaystyle E} spełnia warunek Carathéodory’ego, gdy dla dowolnych zbiorów wewnętrznego {\displaystyle W\subseteq E} oraz zewnętrznego {\displaystyle Z\subseteq E^{\operatorname {c} }} spełniona jest równość:
{\displaystyle \theta (W\cup Z)=\theta (W)+\theta (Z).}
Rodzinę zbiorów {\displaystyle {\mathcal {C}}(\theta )} spełniających warunek Carathéodory’ego (względem {\displaystyle \theta }) nazywa się też zbiorami mierzalnymi w sensie Carathéodory’ego. Twierdzenie Carathéodory’ego mówi, że {\displaystyle {\mathcal {C}}(\theta )} jest σ-ciałem, a {\displaystyle \theta } zawężona do {\displaystyle {\mathcal {C}}(\theta )} jest miarą zupełną, nazywaną miarą wyciętą z {\displaystyle \theta .}

## Przykłady
Miara zewnętrzna wyznaczona przez miarę
Niech {\displaystyle \mu } będzie miarą na przestrzeni mierzalnej {\displaystyle (X,{\mathcal {F}}).} Funkcja {\displaystyle \mu ^{*}\colon {\mathcal {P}}(X)\to [0,\infty ]} dana wzorem
{\displaystyle \mu ^{*}(A)=\inf\{\mu (E)\colon \,A\subseteq E,\,E\in {\mathcal {F}}\}}
jest miarą zewnętrzną nazywaną miarą zewnętrzną wyznaczoną przez miarę {\displaystyle \mu .}
Jeżeli {\displaystyle \mu } jest miarą wyciętą z miary zewnętrznej {\displaystyle \theta } przy użyciu metody Caratheodory’ego oraz {\displaystyle \mu ^{*}} jest miarą zewnętrzną wyznaczoną przez miarę {\displaystyle \mu ,} to na ogół miary {\displaystyle \theta } i {\displaystyle \mu ^{*}} są różne. W przypadku, gdy {\displaystyle \mu } jest miarą Lebesgue’a (którą można skonstruować przy użyciu wspomnianej metody z miary zewnętrznej Lebesgue’a {\displaystyle \theta }), to {\displaystyle \theta =\mu ^{*}.}
Miara zewnętrzna wyznaczona przez funkcję zbiorów
Niech {\displaystyle X} będzie niepustym zbiorem oraz {\displaystyle \gamma \colon {\mathcal {P}}(X)\to [0,\infty ]} będzie dowolną funkcją. Funkcja {\displaystyle \theta \colon {\mathcal {P}}(X)\to [0,\infty ]} dana wzorem
{\displaystyle \theta (A)=\inf {\Bigg \{}\sum _{B\in {\mathcal {C}}}\gamma (B)\colon {\mathcal {C}}} jest przeliczalną rodziną zbiorów, których suma pokrywa {\displaystyle A{\Bigg \}}.}
jest miarą zewnętrzną, nazywaną miarą zewnętrzną wyznaczoną przez funkcję zbiorów {\displaystyle \gamma .}
Miara zewnętrzna Hausdorffa i jej modyfikacje
Niech {\displaystyle (X,d)} będzie przestrzenią metryczną, {\displaystyle \gamma \colon {\mathcal {P}}(X)\to [0,\infty ]} będzie dowolną funkcją oraz {\displaystyle \delta >0.} Funkcja {\displaystyle \theta _{\gamma ,\delta }} dana wzorem
{\displaystyle \theta _{\gamma ,\delta }(A)=\inf {\Bigg \{}\sum _{B\in z{\mathcal {C}}_{\delta }}\gamma (B)\colon {\mathcal {C}}_{\delta }} jest przeliczalną rodziną zbiorów o średnicy nie większej niż {\displaystyle \delta ,} których suma pokrywa {\displaystyle A{\Bigg \}}}
jest miarą zewnętrzną w zbiorze {\displaystyle X.}
Jeżeli {\displaystyle A\subseteq X} oraz {\displaystyle \delta <\delta ^{'},} to {\displaystyle \theta _{\gamma ,\delta }(A)\geqslant \theta _{\gamma ,\delta ^{'}}(A).} Funkcja dana wzorem
{\displaystyle \theta _{\gamma }(A)=\sup\{\theta _{\gamma ,\delta }(A)\colon \delta >0\}}
jest również miarą zewnętrzną. Jeżeli {\displaystyle r>0} oraz funkcja {\displaystyle \gamma } dana jest wzorem
{\displaystyle \gamma (A)=(\operatorname {diam} A)^{r},}
to miara zewnętrzna {\displaystyle \theta _{\gamma }} nazywana jest r-wymiarową miarą zewnętrzną Hausdorffa w X.

## Miary zewnętrzne metryczne
Niech {\displaystyle (X,d)} będzie przestrzenią metryczną oraz {\displaystyle \theta } będzie miarą zewnętrzną w {\displaystyle X.} Miarę {\displaystyle \theta } nazywa się miarą zewnętrzną metryczną (w przestrzeni {\displaystyle X}), gdy
{\displaystyle \theta (A\cup B)=\theta (A)+\theta (B)}
dla wszystkich {\displaystyle A,B\subseteq X,} dla których
{\displaystyle d(A,B)=\inf\{d(x,y)\colon \,x\in A,\,y\in B\}>0}
(w przypadku, gdy jeden ze zbiorów {\displaystyle A} lub {\displaystyle B} jest pusty przyjmuje się, że {\displaystyle d(A,B)=\infty }).
Jeśli {\displaystyle \theta } jest miarą zewnętrzną metryczną w {\displaystyle X,} to dla każdego takiego ciągu podzbiorów {\displaystyle (A_{n})} zbioru {\displaystyle X} o tej własności, że
{\displaystyle d(A_{n},A\setminus A_{n+1})>0}
dla każdej liczby naturalnej {\displaystyle n,} który spełnia warunek
{\displaystyle A_{1}\subseteq A_{2}\subseteq \dots \subseteq A=\bigcup _{n=1}^{\infty }A_{n},}
zachodzi równość
{\displaystyle \theta (A)=\sup\{\theta (A_{n})\colon \;n=1,2,\dots \}.}
Ponadto wszystkie domknięte podzbiory przestrzeni {\displaystyle X} są mierzalne w sensie Carathéodory’ego względem {\displaystyle \theta ,} wynika więc stąd, że i każdy borelowski podzbiór przestrzeni {\displaystyle X} jest mierzalny w sensie Carathéodory’ego względem {\displaystyle \theta .}